# Code Zéro
Code Zéro (Code to Zero dans la version originale en anglais) est un roman policier de Ken Follett, paru le 16 octobre 2000, et dont l'action se déroule dans un contexte de Guerre froide.

## Résumé
À la base de ce roman, un évènement réel : le lancement du premier satellite américain Explorer 1, qui était prévu le 29 janvier 1958, est repoussé de deux jours. La raison officielle est des conditions météorologiques rendant impossible ce lancement, ce qui a de quoi surprendre puisque ces jours-là il faisait un temps parfait sur Cap Canaveral.
Ken Follett va alors imaginer une histoire expliquant ce report.

## Éditions françaises
Éditions imprimées
- Ken Follett (auteur) et Jean Rosenthal (traducteur), Code Zéro [« Code to Zero »], Paris, Robert Laffont, coll. « Best-sellers », 15 novembre 2001, 317 p. (ISBN 978-2-221-08777-0, BNF 37708707)
- Ken Follett (auteur) et Jean Rosenthal (traducteur), Code Zéro [« Code to Zero »], Paris, Librairie générale française, coll. « Le Livre de poche » (no 15504), 29 avril 2003, 443 p. (ISBN 978-2-253-15504-1, BNF 39007478)

Livre audio
- Ken Follett (auteur), Jean Rosenthal (traducteur), José Heuzé (narrateur) et Thierry Duhamel (musique), Code Zéro [« Code to Zero »], La Roque-sur-Pernes, Éditions VDB, 1er septembre 2004 (ISBN 978-2-84694-194-5, BNF 40226918)Support : 8 disques compacts audio ; durée : 9 h 50 min environ ; référence éditeur : Livres audio V.D.B. VDB046.